# Hlina
Hlina è un comune della Moldavia situato nel distretto di Briceni di 1.051 abitanti al censimento del 2004.